# Maglevtåg

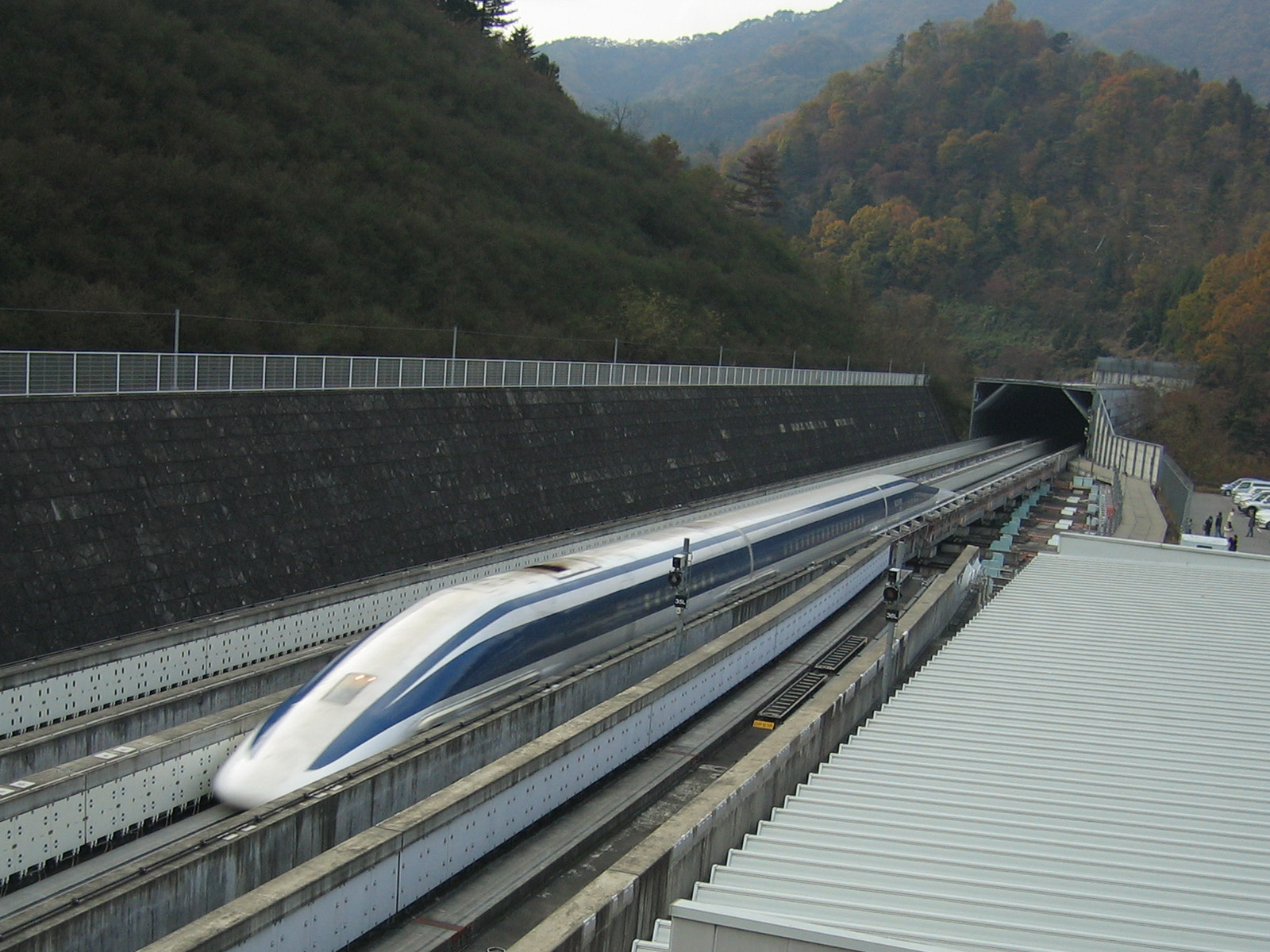
JR-Maglev.

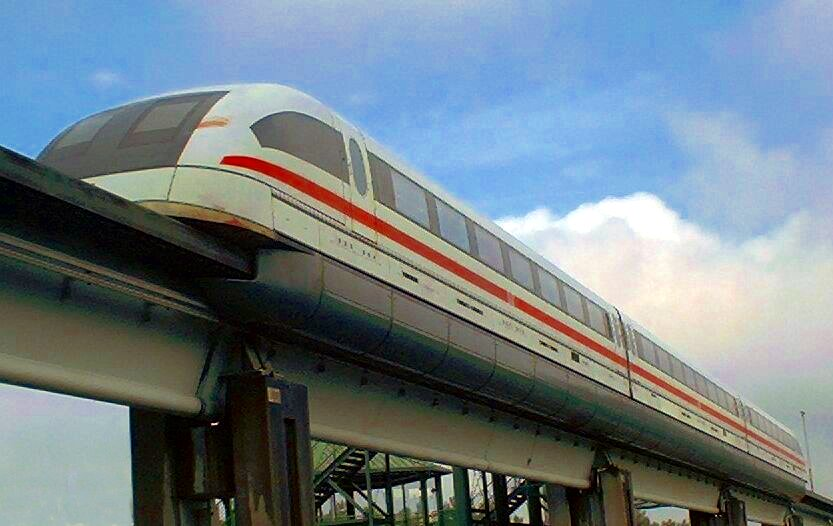
Maglevtåget Transrapid på försökssträckan i Tyskland

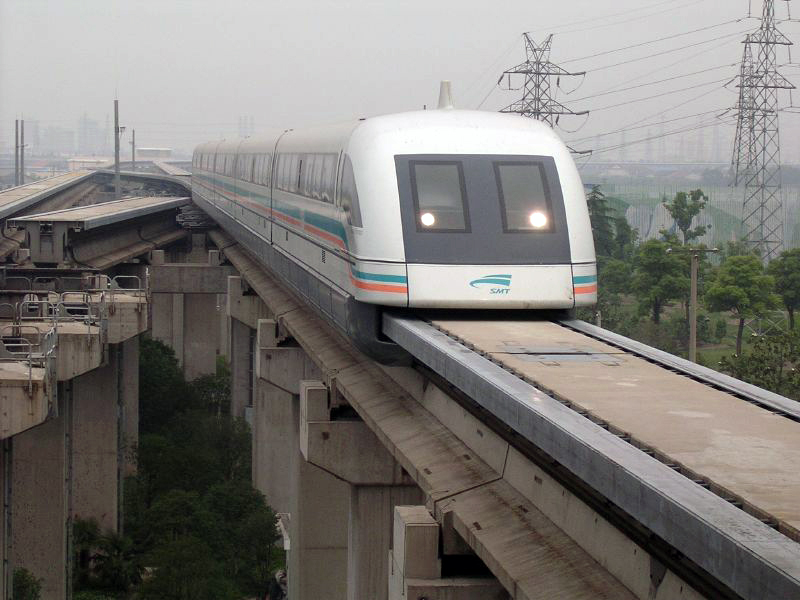
Ett Maglevtåg i Shanghai

Maglevtåg (från engelskans magnetic levitation, 'magnetisk levitation') är ett spårburet transportsystem i tågform, som använder magnetiska krafter både för att bära upp tåget och som framdrivningsmetod. Maglevtåg finns i begränsad utsträckning i Japan, Kina, Sydkorea och Tyskland.

## Historik
Principen bakom maglevtåg blev beskrivet redan i början av 1900-talet av amerikanen Robert Goddard och fransk-amerikanen Émile Bachelet. Bachelet tog patent på en "levitating transmittus apparatus" 1912.
Maglevtåg utvecklades sedan på 1960-talet. Eric Laithwaite utvecklade ett fungerande maglevtåg i Storbritannien och testade detta på en bana som var 1,6 kilometer lång. Hans forskning avslutades dock 1973 efter brist på utvecklingspengar och framgång. Det första kommersiella magnettåget för allmänheten öppnade officiellt 1984 i Birmingham, England. Det gick på ett 0,60 km långt spår mellan Birmingham International Airport och Birmingham International railway station, i hastigheter upp till 42 km/h. Systemet stängdes ner 1995 på grund av driftproblem.
Under början 1970-talet började man i Japan och Västtyskland att utveckla magnettåg. Då det finns ett stort, gammalt globalt järnvägsnät har maglevtågen haft problem att bryta sig in på tågmarknaden. 
Maglevtåg har betydligt högre investeringskostnader än konventionella tågsystem som är baserade på stålhjul mot stålräls. Den nämnda sträcka  i Shanghai kostade cirka 12 miljarder kronor att bygga vilket motsvarara cirka 3,0 miljarder kronor per mil dubbelspår (en konventionell snabbtågsbana för 300 km/t kostar cirka 2,0 miljarder kronor att bygga). I rapporten "Evaluation of Maglev Technology and Its
Comparison With High Speed Rail" (Pennsylvania universitetet, USA) från 2002 anges investeringskostnaderna till cirka 60-250 miljoner US dollar per mil dubbelspår för konventionella snabbtåg och för Maglev hela 120-550 miljoner US dollar per mil dubbelspår med magnetteknik. 
Endast JR-Maglev använder supraledare, och då enbart ombord på tåget, det påverkar ej kostnaden av infrastrukturen. Efterhand som elektronik blivit billigare har kostnaden för maglevtåg ständigt minskat och de nådde under 2007 med introduktionen av Transrapid TR09 paritet med konventionella höghastighetsbanor.
Den högsta uppmäta hastigheten för ett magnettåg är 603 km/h, uppnått i Japan 2015 av JR-Maglev, 88 km/h snabbare än det konventionella TGV-hastighetsrekordet.
En Shinkansen-linje mellan Osaka och Tokyo är planerad till 2027. Denna kommer att hålla en hastighet på över 500 km/h.
Maglevtåg är långsammare än många flygplan, eftersom flygplan flyger där luftmotståndet är lägre och därmed kan högre hastigheter lättare uppnås. 
Det nuvarande snabbaste maglevtåget i världen som går i kommersiell trafik kommer upp i 431 kilometer i timmen. Tåget går mellan Shanghai och Shanghais flygplats.

## Framtiden
Forskare vid Southwest Jiaotong University i Kina menar att tekniken i teorin har potential att uppnå hastigheten 2 900 km/h om tåget går i en vakuumtunnel. De har tillverkat en prototyp av ett nytt höghastighetståg.